# São Salvador (Mirandela)
São Salvador es una freguesia portuguesa del concelho de Mirandela, con 14,23 km² de superficie y 295 habitantes (2001). Su densidad de población es de 20,7 hab/km².